# Ordre du Sourire

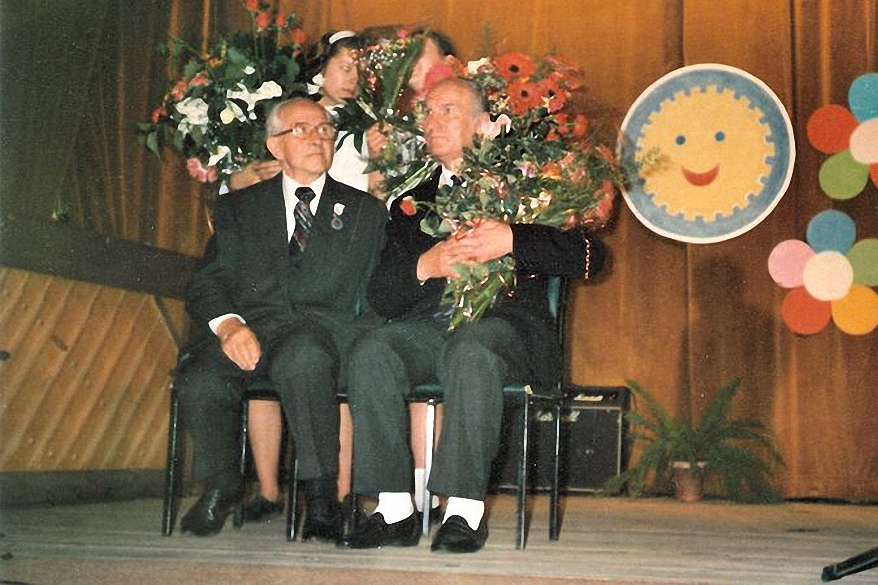
Remise de l'ordre du Sourire en 1989 au Docteur Franciszek Jaroszewski (à gauche).

L’ordre du Sourire (en polonais : Order Uśmiechu) est un ordre polonais, qui est conféré par des enfants.

## Historique
L'idée de l'ordre du sourire a été soulevée en 1968, par la rédaction du quotidien polonais Kurier Polski et l'écrivain pour enfants Wanda Chotomska, et plus tard reconnu par l'ONU en 1979 (déclarée Année internationale de l'enfant).
Le comité international de l'ordre se réunit deux fois par an pour considérer les nominations envoyées par des enfants.
Parmi les récipiendaires on retrouve :
- Jean-Paul II, Mère Teresa, Tenzin Gyatso, 14e Dalai Lama, Salmane ben Abdelaziz Al Saoud, Silvia Sommerlath, Sarah Ferguson, Tove Jansson, Jolanta et Aleksander Kwaśniewski, Dominika Kulczyk, Jacek Kuroń, Astrid Lindgren, J. K. Rowling, Steven Spielberg, Kurt Waldheim, Nelson Mandela, Hilary Koprowski, Otylia Jędrzejczak, Marie-France et Christian des Pallières, Alina Margolis-Edelman, Bernadette Chirac, Oprah Winfrey, et Peter Ustinov[2].

- En 2007, l'Ordre du Sourire fut décerné au roi Abdallah ben Abdelaziz Al Saoud, pour avoir financé l'opération de séparation des jumelles siamoises polonaises Daria et Olga Kolacz en 2005 [3].
- Marek Michalak fut le plus jeune Chevalier de l'Ordre du Sourire, décoré en 1994 à l'âge de 23 ans[4]. L'ainée est Irena Sendlerowa, chevalier en 2007, et âgée de 97 ans[5],[6].